# Bram de Groot
Bram de Groot (* 18. Dezember 1974 in Alkmaar) ist ein ehemaliger niederländischer Radrennfahrer.

## Karriere
1999 wurde Bram de Groot Profi. Zurzeit fährt er für das niederländische Radsport-Team Rabobank. Seine ersten Erfolge feierte er erst 2005. Er gewann die Uniqa Classic und die Delta Profronde van Midden-Zeeland. Die Tour de France fuhr er sechsmal.
2009 beendete de Groot seiner Karriere.

## Palmarès
- 2005
  - Uniqa Classic
  - Delta Profronde

## Teams
- 1999–2009 Rabobank